# 宮崎羽衣のナイトういういざーど
『宮崎羽衣のナイトういういざーど』（みやざきういのナイトういういざーど）は、アニメ『ナイトウィザード The ANIMATION』をフィーチャーしたインターネットラジオ番組である。
パーソナリティは、志宝エリス役を演じる宮崎羽衣。

## 配信概要
- 配信期間：RAMS…2007年9月5日～2008年2月27日
- 配信サイト：アニスタ.TV
- 配信曜日：毎週水曜日
- スポンサー：RAMS

## コーナー
ふつおた
日常の報告から普通のお便りまで何でも
テーブルトークマスターへの道！
テーブルトークマスターになるためのアドリブ力を鍛えるコーナー
うぃ～will rock you！
クイズ形式でロックミュージックをもっと知ろうというコーナー

## ゲスト
| 配信回 | 配信日         | ゲスト出演者                                      |
| ------ | -------------- | ------------------------------------------------- |
| 第 4回 | 2007年9月26日  | 菊池たけし(原作者)                                |
| 第 5回 | 2007年10月3日  | 菊池たけし(原作者)                                |
| 第 8回 | 2007年10月24日 | 矢薙直樹(柊蓮司役)                                |
| 第 9回 | 2007年10月31日 | 矢薙直樹(柊蓮司役)                                |
| 第11回 | 2007年11月14日 | 河本圭代（BETTA FLASH(エンディングテーマ)を作曲） |
| 第12回 | 2007年11月21日 | 藤咲あゆな(シリーズ構成・脚本)                    |
| 第17回 | 2007年12月26日 | 山本裕介(監督)                                    |
| 第22回 | 2008年1月30日  | 藤咲あゆな(シリーズ構成・脚本)                    |
| 第24回 | 2008年2月13日  | 小暮英麻(緋室灯・アンゼロット役)                  |
| 第25回 | 2008年2月20日  | 小暮英麻(緋室灯・アンゼロット役)                  |